# 아빠 돌아와요
"아빠 돌아와요"는 1965년에 개봉한 대한민국의 영화이다.

## 캐스팅
- 박노식
- 이경희
- 남궁원
- 도금봉
- 이예춘
- 김희갑
- 장훈
- 나애심